# ロ (イタリア)
ロ（イタリア語: Ro）は、イタリア共和国エミリア＝ロマーニャ州フェラーラ県に存在した、人口約3,200人の基礎自治体（コムーネ）。
2019年1月1日にベッラと合併してリーヴァ・デル・ポーの一部となった。

## 名称
標準イタリア語以外の言語では以下の名をもつ。
- エミリア・ロマーニャ語フェラーラ方言 (it) : Rò

アルファベット2文字からなる、イタリアで最も短い名前のコムーネの1つである。同様に短いものには、ル（Lu、ピエモンテ州）、レ（Re、ピエモンテ州）、ネー（Ne、リグーリア州）、ヴォー（Vo'、ヴェネト州）がある。なお、名称の類似したロー（Rho、ロンバルディア州）もある。

## 地理

### 位置・広がり
フェラーラ県北部に位置する、ポー川右岸（南岸）の町である。コムーネの領域はポー川に沿って東西に長く広がっており、フェラーラ市と隣接している。コッパーロから北西へ8km、ロヴィーゴから南南西へ14km、県都フェラーラから北東へ16kmの距離にある。

#### 隣接コムーネ
コムーネとしてのロは、以下のコムーネと隣接していた。ROはロヴィーゴ県所属を示す。
- ポレゼッラ (RO)  - 北
- グアルダ・ヴェーネタ (RO) - 北東
- クレスピーノ (RO) - 北東
- ベッラ - 東
- コッパーロ - 南東
- フェラーラ - 南西
- カナーロ (RO) - 西

### 主要な集落
コムーネの中心集落であるロの集落はポー川のほとりにあり、対岸のポレゼッラの町との間には橋が架けられている。ロからポー川下流に向かって、グアルダ・ファッラレーゼ（Guarda Ferrarese）やアルベローネ（Alberone）の集落があり、アルベローネはロから約6km離れている。 
ロから南西へ約4km、フェラーラに向かう途中にはルイナ（Ruina）の集落がある。
- ロの町役場
- ロのサン・ジャコモ・マッジョーレ教会

## 人口

### 居住地区別人口
国立統計研究所（ISTAT）によれば、2001年国勢調査時点での居住地区（Località abitata）別の人口は以下の通り。
| 地区名      | 標高 | 人口  | 備考 |
| ----------- | ---- | ----- | ---- |
| RO          | 1/12 | 3,811 |      |
| ALBERONE    | 3    | 652   |      |
| GUARDA      | 4    | 539   |      |
| RO *        | 5    | 1,606 |      |
| RUINA       | 4    | 395   |      |
| All'Argine  | 4    | 35    |      |
| Casolari    | 4    | 25    |      |
| Fazzina     | 4    | 24    |      |
| La Pioppa   | 4    | 42    |      |
| Lazzaretto  | 10   | 27    |      |
| Recchi      | 3    | 16    |      |
| Case Sparse | -    | 450   |      |

- ISTATは人口統計上、家屋密度の高い centro abitato （居住の中心地区）、密度の低い nucleo abitato （居住の核となる地区）、まとまった居住地区を形成していない case sparse （散在家屋）の区分を用いている。上の表で地名がすべて大文字で示されているものが centro abitato である。「*」印が付されているのは、コムーネの役場・役所 la casa comunale の置かれている地区である。